# إبراهيم شحاتة
إبراهيم شحاته (1937 - 28 مايو 2001) هو اقتصادي ومفكر مصري، والنائب الأول السابق لرئيس البنك الدولي، حاصل على الدكتوراه من جامعة هارفارد، من مؤلفاته كتاب وصيتي لبلادي ذائع الصيت.

## حياته ونشأته
الدكتور إبراهيم شحاته, أحد أبرز رجال القانون في العالم, هو ابن أحد علماء الأزهر الشريف, حصل علي الثانوية العامة سنة 1953, وكان ترتيبه الرابع علي الجمهورية, ثم حصل علي ليسانس الحقوق من جامعة القاهرة سنة 1957 وكان أحد أوائل هذه الدفعة.
جاءت فرصته في الانطلاق إلي العالمية عام 1960, عندما أوفدته الدولة إلي جامعة هارفارد في الولايات المتحدة, حيث حصل علي الدكتوراة في القانون الدولي العام سنة 1964, وقد كتب أستاذه في مقدمة الرسالة التي نشرت في أوروبا بعد ذلك, أن هذه الرسالة رفعت من قيمة شهادة الدكتوراه من جامعة هارفارد, فالرسالة لا تؤهل صاحبها فقط للحصول علي الدكتوراه من جامعة هارفارد العريقة, ولكنها ترفع من شأن هذه الشهادة ومن شأن الجامعة, وهذه العبارة القوية الباهرة تعبر بكل وضوح عن نبوغ الدكتور إبراهيم شحاته وتنبئ عن المستقبل الذي كان ينتظره.

## مسيرته
بعد أن عمل أستاذا بحقوق عين شمس إلي عام 1970, طلب منه صديقه عبد اللطيف الحمد المدير العام للصندوق الكويتي للتنمية في ذلك الوقت, وأحد أمناء مكتبة الإسكندرية حاليا, وخريج جامعة هارفارد, أن ينضم إليه مستشارا قانونيا للصندوق, ومنذ عام1975 ــ1979 أصبح الدكتور إبراهيم شحاته المدير العام لصندوق الدول المصدرة للبترول(الأوبيك) ومقره فيينا عاصمة النمسا, وتم اختياره لكفاءته ونبوغه رغم أن مصر ليست عضوا في مجموعة هذه الدول.
ومنذ عام 1979 إلي عام 2000 أصبح الدكتور إبراهيم شحاته المستشار القانوني للبنك الدولي, وهو منصب يطلق عليه أيضا اسم القنصل العام للبنك, والنائب الأول لرئيس البنك الدولي, ولم يشغل أي مصري أو عربي هذا المنصب من قبل أو من بعد, وهو لهذا المنصب كان يعتبر أحد أبرز رجال القانون في العالم, لم يكتف بممارسة مهام منصبه اليومية, بل جمع إلي ذلك انهماكه في وضع العديد من الكتب والمقالات العلمية في القانون الدولي العام, والتنمية الاقتصادية الدولية, كما وضع العديد من مشروعات المعاهدات الدولية.
وبجانب عمله في البنك الدولي, شغل الدكتور إبراهيم منصب رئيس مجلس إدارة المعهد الدولي لقانون التنمية ( روما), والأمين العام لجهاز تسوية المنازعات والتحكيم( واشنطن), وتقديرا لعلمه ونبوغه منحته كلية الحقوق جامعة باريس درجة الدكتوراه الفخرية في القانون, وحصل علي نفس الدرجة الفخرية من الجامعة الأمريكية بالقاهرة.

## مؤلفاته
في مقدمة كتابه القيم «وصيتى لبلادى» طرح الدكتور إبراهيم شحاته الخيارات المتاحة لمصر في خيارات ثلاثة أمام الشعب المصري : أن يسير إلى الخلف، أو يسير في محله (محلك سر)، أو يسير إلى الأمام. يقول د. إبراهيم شحاته عن السائرين للخلف : بأنه الارتداد الفكري والتطلع إلى العيش في القرن الحادي والعشرين وفق الممارسات والتفاصيل بل والطقوس والخرافات التي سادت في عصور غابرة. ويستطرد هذه الحركات التي تسمي نفسها (إسلامية) تجاهر بأن لديها الحل لكل مشاكل المجتمع كشعار عام لا تقدم بعده للناس تحليلا وافيا للتفاصيل التي يقتضيها الحل، أو تقدم حلولا سطحية لا تخفي العبارات التي تغلفها ما في حقيقتها من سذاجة. التي تطالب بأن يفرض الرجال حجابا على عقولهم يجعلهم يفسرون كل الظواهر على أسس غيبية، رافضة بذلك مبدأ السببية، وأي تفسير علمي للظواهر الطبيعية والسلوكية.
أصحاب هذا الاتجاه الارتدادي يشغلون أنفسهم ويريدون أن يشغلوا مصر كلها بصغائر الأمور وخاصة ما تعلق منها بالمسألة الجنسية، فالجنس عندهم يكاد يكون المعيار الوحيد للفضيلة. وهم يرتبون على نظرتهم نحو الجنس نظرة أخرى نحو المرأة من شأنها تحقير دورها في الحياة العامة والعمل.
أصحاب هذا الاتجاه يعادون العالم من حولهم وينظرون دائما نظرة الشك والكراهية، بل ويعادون بني دينهم ووطنهم الذين يخالفوهم الرأي. وقد دأب بعضهم من الشباب المتحمس إلى القتل والنهب ظنا منهم أنهم بذلك يشترون الجنة. أصحاب هذا الاتجاه الارتدادي يعملون على نشر البغضاء وجر الدولة إلى الحروب والمواجهات مع الدول الأخرى في دائرة لا تنتهي من الخراب والدمار. أصحاب هذا الاتجاه يسعدون بالهجرة إلى الماضي والانغلاق عليه واحتباس المستقبل فيه. الدستور الذي يريده أصحاب هذا الاتجاه دستور دولة دينية ظلامي يردد شعارات جوفاء لا علاقة لها من قريب أو بعيد بالتحديات الجديدة للإنسان المعاصر. مما يؤسف له أن أصحاب الاتجاه الارتدادي قد صبغوا عقل مصر ووجدان شبابهم برؤية دينية تقف حائلا دون التغيير الجذري في مجالات كثيرة في مصر.